# Martine Fidèle
Œuvres principales
- Écorchées vivantes
- Double Corps
- L’homme au sexe de fer
- Amalgame de mon silence

Martine Fidèle, née en 1988 à Port-au-Prince (Haïti), est une romancière, journaliste, poète et comédienne haïtienne vivant au Québec. Elle a travaillé comme journaliste auprès du quotidien haïtien Le Nouvelliste de 2012 à 2017. 

## Biographie
Martine Fidèle naît le 3 novembre 1988 à Port-au-Prince, l'actuelle capitale haïtienne.  
Elle travaille comme journaliste pour le quotidien haïtien Le Nouvelliste de 2012 à 2017. 
En 2016, elle coordonne le spectacle Entr'Artistes, présenté le 18 décembre à l'auditorium Saint-Rose de Lima. Par ce spectacle, elle souhaite « assouvir son désir d’innover en matière de proposition artistique en Haïti. » Le spectacle pluridisciplinaire, auquel ont participé la compagnie de théâtre AMI (au sein de laquelle Martine Fidèle a elle-même évoluée pendant de nombreuses années), le chanteur Jean Jean Roosevelt, la troupe de danse Equality dance, composée d'élèves du chorégraphe Jeanguy Saintus, et la formation musicale haïtiano-montréalaise T-Fa Band s’inscrit « dans la dynamique d’élargir les espaces culturels, de faire la promotion du spectacle vivant, de permettre aussi un dialogue entre des artistes de disciplines, à tout le moins, parallèles », confie-t-elle en entrevue au journal Le Nouvelliste. 
Martine Fidèle s'installe à Montréal la même année. 
En plus de son travail comme journaliste, comédienne et auteure, Martine Fidèle a aussi écrit des feuilletons radiophoniques et télés. 

## Études
Martine Fidèle fréquente dans sa jeunesse le Collège Saint-Pierre, à Port-au-Prince, où son goût pour le théâtre et la littérature se développe. Encouragée par Rose-Marie, sa mère, elle s’amuse à « inventer des personnages, les jouer devant le miroir » de sa chambre. Malgré sa passion évidente, elle doit se battre pour se faire accepter dans la troupe de théâtre du collège. Le prix de la meilleure actrice de l’école lui est attribué l’année même de son acceptation. Elle compte désormais à son actif un bilan de plus de trente spectacles, plusieurs tournées et des centaines de représentations.
Après des études au Collège Saint-Pierre, elle s’oriente vers la Faculté de Droit et des Sciences économiques (FDSE) de l’Université d’État d’Haïti, où elle étudie le droit. Depuis qu’elle a bouclé le cycle d’études de quatre années, Martine Fidèle n’a cependant jamais mis les pieds dans un tribunal, préférant se consacrer à la création. En sortant de l'Université d'État, elle devient attachée à la rédaction du journal Le Nouvelliste, en tant que rédactrice de la section culturelle.

## Influences littéraires
De juillet à août 2013, Martine Fidèle participe à une résidence littéraire à la Saline Royale d'Arc-et-Senans, en France. L'artiste y vit un choc culturel, en réalisant l'ouverture de certain.e.s des artistes qu'elle côtoie par rapport aux enjeux LGBTQ+. « Ils parlaient librement de leurs relations homos, alors que chez moi, cela se fait clandestinement. C'est même condamnable aux yeux de la société, bien qu'il y ait des mouvements qui revendiquent cette tendance.» Largement marquée par ces rencontres, elle se lance dans l'écriture de Double Corps, son premier roman, publié deux ans plus tard aux éditions C3.  
Le livre aborde le thème de la bisexualité et raconte l'histoire de Leila et Landie, deux femmes qui vivent une romance presque fusionnelle dans une grande ville d'un grand pays. Tentées à un certain moment par le retour au pays natal, elles devront faire face à leur passé de rivales (le mari de Landie sortait avec Leila), l'homophobie ambiante et l'éducation d'un enfant… Comment te dire? Comment t'expliquer, Samuel? Je ne veux rien te cacher. Tu es en droit de savoir ce que nous sommes devenues, Landie et moi... Samuel, je n'ai jamais porté ta femme à te trahir. Je ne l'ai jamais contrainte à divorcer.

## Son engagement pour la parole des femmes en Haïti
C’est difficile d’être jeune, d’être femme, d’être écrivaine en Haïti. – Martine Fidèle
En 2016, Martine Fidèle participe à une soirée littéraire en prélude de la foire du livre Livres en folie, organisée en Haïti à chaque année depuis 1995, à la Fête-Dieu. Alors que la salle est bondée d'hommes, Martine Fidèle constate qu'elle est la seule femme écrivaine à avoir été invitée à participer à cette célébration du livre. Elle cherche des explications auprès des organisateurs, qui lui disent ne pas connaître d'autres jeunes femmes qui écrivent. Sous le choc, Martine se décide alors de créer un collectif pour mettre de l'avant les voix féminines haïtiennes, idée qui lui trottait dans la tête depuis octobre 2014. Écorchées vivantes, ouvrage collectif fruit de cette démarche, paraît en 2017 aux éditions Mémoire d'encrier. Le recueil regroupe les voix de neuf jeunes auteures haïtiennes, qui abordent des thèmes tabous : sexualité, prostitution, agression, suicide, meurtre, avortement...
«Il n'y avait pas de thèmes imposés. Chaque auteure a envoyé son texte et c'est lorsqu'on les a assemblés qu'on a constaté qu'on trouvait dans chacun le même fond de blessures et de révolte. D'une nouvelle à une autre, on retrouve une femme blessée, mais une femme qui essaime aussi des bulles d'espoir. Si ce n'est pas pour elle-même, ce sera pour sa fille.»

«Écorchées vivantes, c'est une façon de dire qu'on est blessées, mais qu'on refuse de se taire. C'est une façon de dire que rien n'est facile, mais qu'on est debout et qu'on avance. C'est se dresser contre la société et tout ce qui la gangrène : prostitution, rapports de corps et d'oppression, etc. C'est une voix forte pour dire qu'il y a des jeunes femmes en Haïti qui font de l'écriture un lieu de résistance. Le message que nous avons lancé, c'est que nous sommes plus que nos corps, plus que nos blessures, plus que nos exclusions, nos interrogations et nos peurs.»
Les autres autrices ayant participé au collectif: Sachernka Anacassis, Stéphanie Balmir, Edna Blaise, Kermonde Lovely Fifi, Farah Angela Jean, Rébecca Odéna, Meggie Petit-Maître et Nedjmhartine Vincent.

Pour faire changer le climat machiste qui sévit dans son pays, Martine Fidèle croit que les femmes doivent prendre coûte que coûte la parole sur la place publique, malgré les blessures. « On est blessée, mais on refuse de se taire, on est blessée, mais on agit, on est blessée, mais on parle, on est blessée, mais on est debout ».

## Œuvres
Martine Fidèle est l'auteure des ouvrages :

### Roman
- Double corps. Delmas: C3 éditions, 2015.

### Recueil de nouvelles
- L’homme au sexe de fer. Port-au-Prince: Média-Texte, 2011.

### Poésie
- Amalgame de mon silence. Port-au-Prince: Média-Texte, 2009.

### Textes publiés dans des ouvrages collectifs
- « Vers les comètes ». IntranQu’îllités 4 (2016): 23-24.
- « Scandale d’exister ». Écorchées vivantes. Montréal: Mémoire d’encrier, 2017: 75-81.
- « Quête de soi et d’horizon : Jean-Claude Charles, l’angoisse d’être », Volume sur Jean-Claude Charles, USA, 2020
- « Dérive ». Une soirée haïtienne, sous la direction de Thomas C. Spear. Montréal: CIDIHCA, 2020: 15-20.

### Direction de collectifs
- Écorchées vivantes, récits, sous la direction de Martine Fidèle. Montréal: Mémoire d’encrier, 2017. Préface de Yanick Lahens.

## Filmographie
- Écorchées vivantes. Court-métrage réalisé par Eléonore Coyette, inspiré du livre du même nom dirigé par Martine Fidèle. 2018, 5 minutes.

Écorchées vivantes inspire un court-métrage du même nom réalisé par Eléonore Coyette. Le film est sélectionné en 2019 en Guadeloupe, à la troisième édition du festival Nouveaux Regards et retenu, l’année suivante à Dakar au Festival Films Femmes Afrique.
Le film, qui met à l'affiche Anyès Noël, Sachernka Anacassis, Ife Day, Jenny Cadet et Darline Gilles, est également présenté le 31 janvier 2019 pendant l'activité Haïti-Vidéo-Poèmes de la Journée Haïti au Théâtre National Wallonie-Bruxelles, où il est décrit comme un « court-métrage sensoriel et introspectif » qui « plonge au cœur des cris et des silences écorchés et poétiques de la condition des femmes en Haïti et plus largement dans le monde. » 

## Récompenses et distinctions
Martine Fidèle a remporté le Prix Afrique Caraïbe Pacifique (ACP), en 2018, pour Écorchées vivantes. Le Prix ACP lui a été remis par Léonard-Emile Ognimba, Sous-Secrétaire général du Groupe des États ACP, le dimanche 18 mars 2018, au Salon du livre de Paris. Martine Fidèle a également été sélectionnée dans la WomenList 2018 de l’Alliance internationale des éditeurs indépendants (Foire du Livre de Francfort), pour le même titre.

## Autres contributions au milieu littéraire
2018: co-porte-parole de la 11e Journée du livre haïtien à Montréal, sous le thème «Femmes et histoire»
La journée du livre haïtien est un salon du livre qui se déroule durant une journée. L'événement est organisé la 3e semaine du mois d’août, chaque année, par le Centre N A Rive, depuis 2008, et vise à rapprocher les écrivains haïtiens avec le grand public et les éditeurs qui les publient, ainsi que démontrer toute l’étendue des liens qui unissent aujourd’hui les cultures haïtienne et québécoise,.
7 au 9 juin 2017: Martine Fidèle participe à « Ayiti la !, les lettres haïtiennes en mouvement » en compagnie de Dany Laferrière, Louis-Philippe Dalembert et Rodney Saint-Eloi, au centre culturel Le Botanique, à Bruxelles,. 
2016: Invitée d'honneur à la 45e édition de Livres en liberté à Jacmel 